# Porkalaområdet

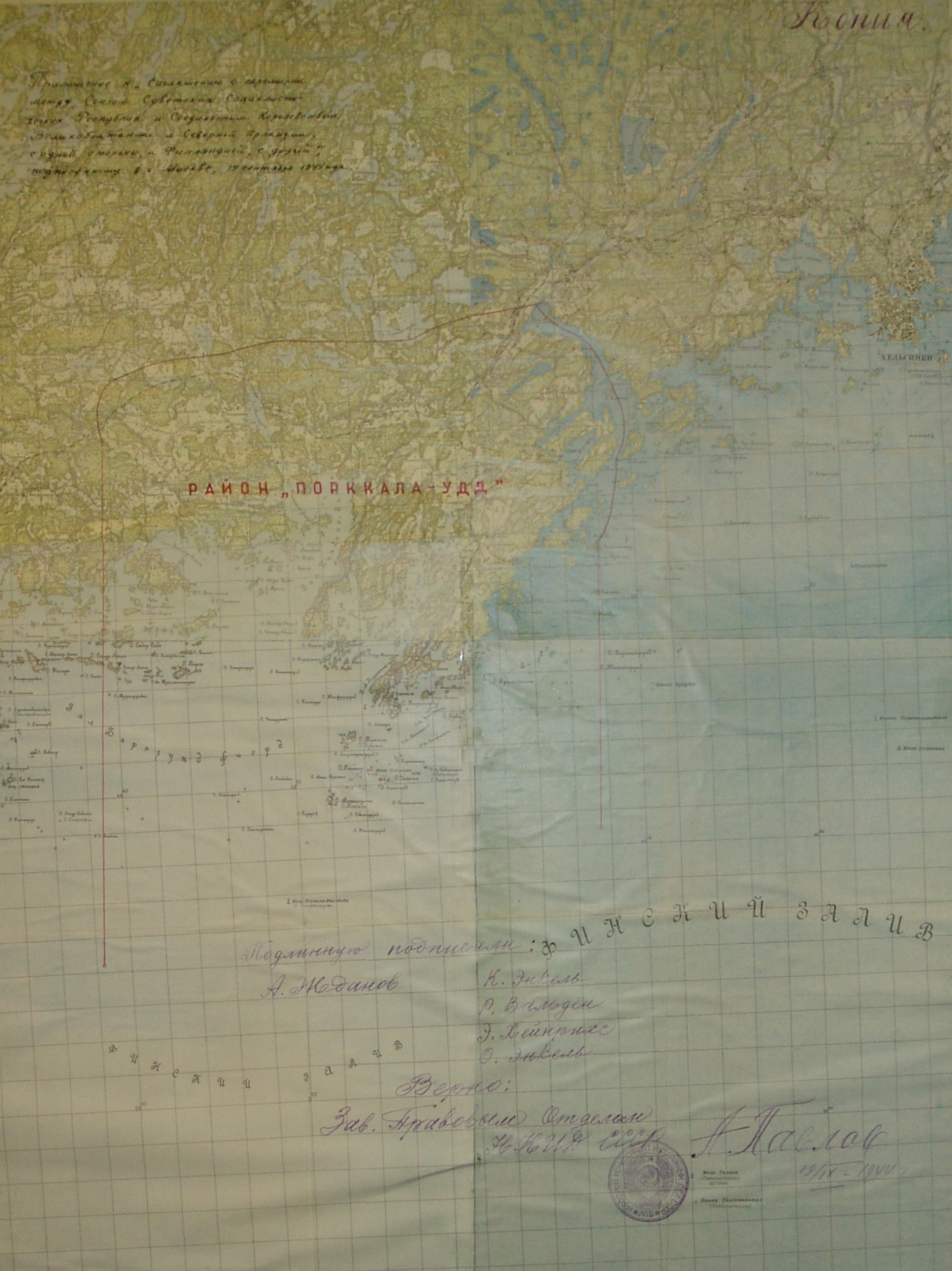
Kartan över arrenderingsområde - bilaga i Mellanfreden i Moskva, 1944.

Porkalaområdet (finska: Porkkalan vuokra-alue) var ett 380 kvadratkilometer stort område i Finland 30 kilometer västsydväst om Helsingfors, som arrenderades som marin- och militärbas av Sovjetunionen 1944 som en del av vapenstilleståndsfördraget 19 september 1944 i Moskva efter det Finska fortsättningskriget. Tidsperioden då området var utarrenderat till Sovjetunionen kallas Porkalaparentesen.
Enligt avtalet skulle arrendet löpa i 50 år till 1994. I september 1955 meddelade Sovjetunionen överraskande att området skulle återlämnas. Återlämnandet skedde 26 januari 1956 som en del i den allmänna avspänningen mellan Sovjetunionen och Finland. Området hade då hunnit förlora en del av sin strategiska betydelse.
Området omfattade större delen av Kyrkslätts kommun, bland annat Porkala udd och Obbnäs och hela Degerby kommun, som nu är en del av Ingå kommun. Dessutom ingick delar av Esbo, Sjundeå och Ingå kommuner.
Befolkningen på 7200 personer och boskapen utrymdes enligt villkoren inom tio dagar efter undertecknandet av avtalet i september 1944. År 1947 fick Finland rätt att använda järnvägen, som förbinder Åbo med Helsingfors, för transittrafik, förutsatt att tågens fönster var täckta, det vill säga ingen skulle kunna se något av landskapet eller livet utanför.
Finländska ånglok fick inte heller dra tågsättet genom Porkala. Vid gränsen kopplade man på ett sovjetiskt lok framför vagnarna.

## Befälhavare för basen
- September 1944 – juni 1945: Kapten av 1:a klassen (senare konteramiral) Neon Antonov(ru)
- Juni 1945 – april 1950: Kapten av 1:a klassen (senare konteramiral) Konstantin Suchiasjvili(ru)
- April 1950 – oktober 1951: Konteramiral (senare amiral) Andrej Tjabanenko(ru)
- Oktober 1951 – januari 1956: Generallöjtnant Sergej Kabanov(ru)

## Porkala-tunneln
År 1947 fick Finland genomfartstillstånd för järnvägen som gick genom området. Då var det dock tvunget att täcka tågvagnarnas fönster med stålluckor, eftersom passagerarna inte fick se vad som pågick i området.

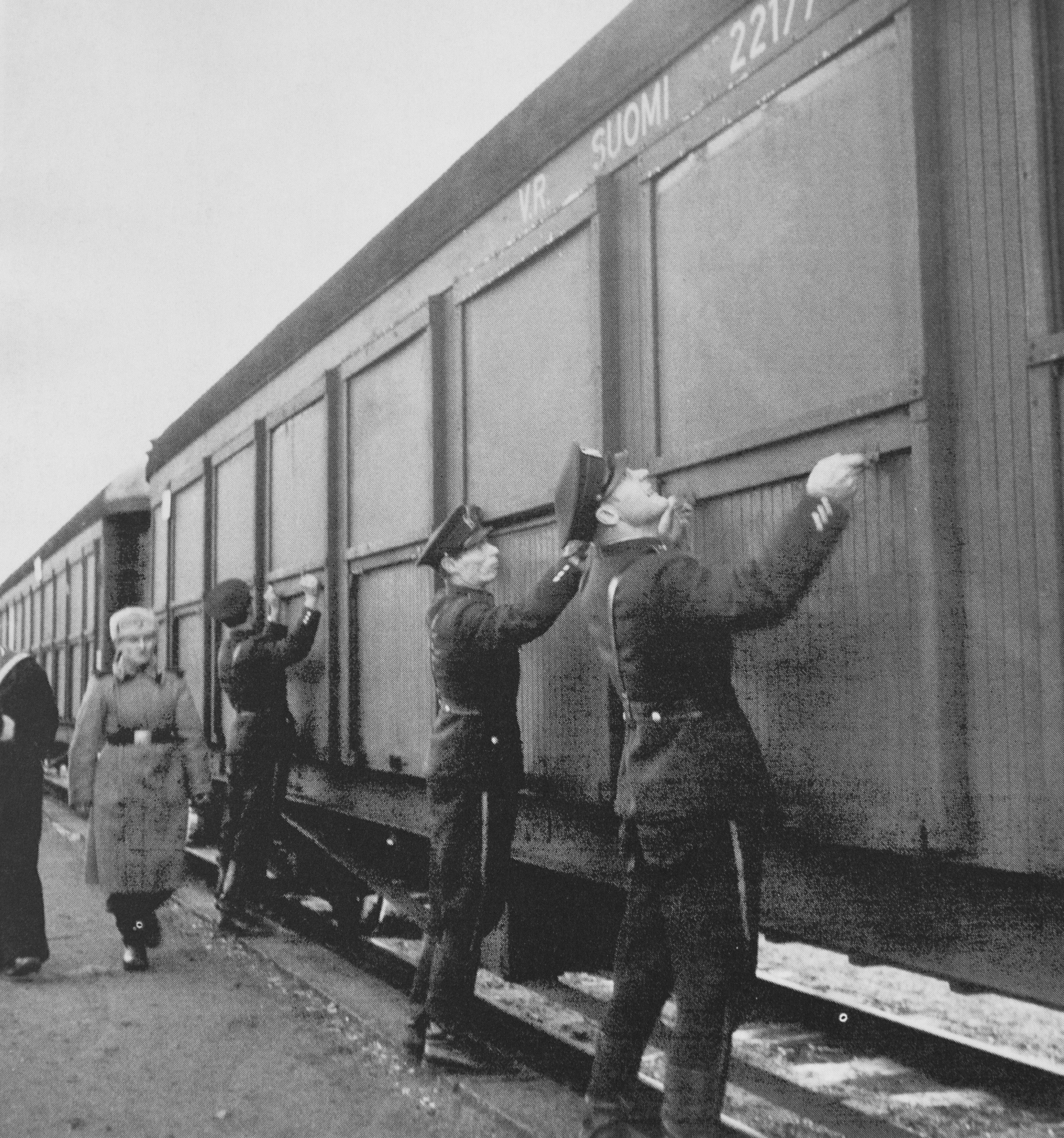
Tågets fönster täcks vid Köklax station.

På sträckan mellan järnvägsstationerna i Köklax och Täkter, som låg utanför området, byttes tågens lok till ett sovjetiskt lok, och sovjetiska soldater steg ombord under genomfarten för att upprätthålla ordningen. Denna järnvägssträcka kallades allmänt för ”Porkala-tunneln” eller ”världens längsta järnvägstunnel”. För transporterna betalades 50 amerikanska dollar per tåg.
Den sällsynta möjligheten att få besöka området bakom järnridån lockade många utländska, särskilt amerikanska, turister till tågen – och sovjetiska myndigheter utnyttjade detta genom att som vakter sätta in just soldater som blivit ansiktsskadade i kriget och dekorerats med många hedersutmärkelser. Dessa män tränades dessutom specifikt för att uppträda så korrekt som möjligt, men med en bister uppsyn.

## Återlämningen
När Nikita Chrusjtjov blev generalsekreterare för Sovjetunionens kommunistiska parti 1953 beslutade Sovjetunionen att återlämna Porkala arrendeområde till Finland av internationella politiska skäl, som en symbol för fredlig samexistens i relationerna mellan Finland och Sovjetunionen. Dessutom hade den snabba utvecklingen av robotteknologi möjliggjort bekämpning av ytfartyg, vilket minskade betydelsen av fast kustartilleri för marinförsvaret. Sovjetunionens ledning övervägde redan under vårvintern 1955 att återlämna området.

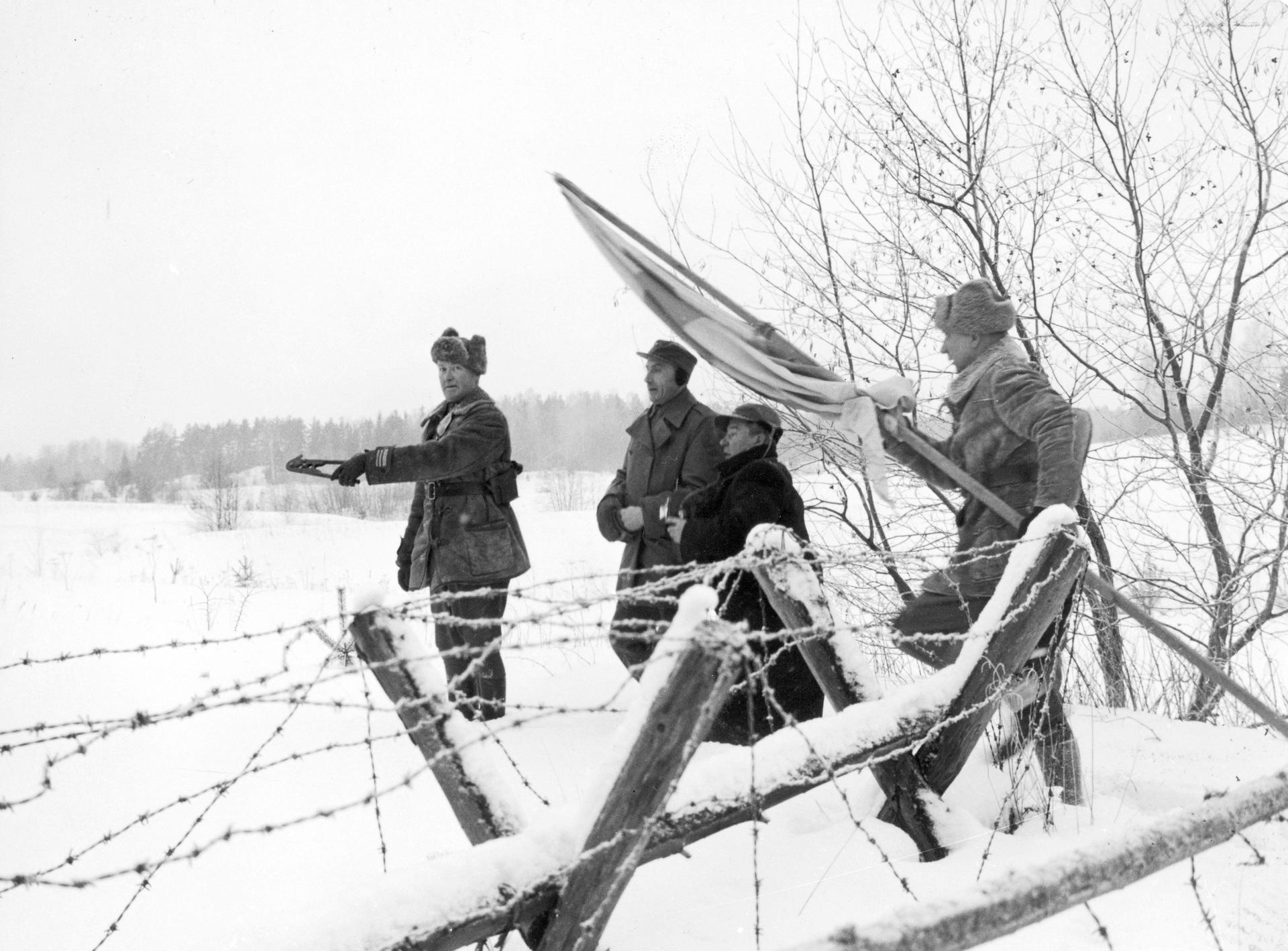
Finska soldater på väg tillbaka till Porkala.

Detta blev dock offentligt först när Finland och Sovjetunionen officiellt enades om saken i Moskva under president J. K. Paasikivis statsbesök den 19 september 1955, då också VSB-avtalets giltighet förlängdes med 20 år. Så sent som i slutet av juli samma år, när chefen för utrikesministeriets politiska avdelning, Eero Wuori, hade frågat Sovjetunionens ambassadör i Helsingfors, Viktor Lebedev, om de rykten som cirkulerade om en återlämning av Porkala, hade Lebedev svarat att Porkala var "nödvändig för Leningrads försvar och ofarlig för Finland".
Återlämningen genomfördes den 26 januari 1956, enligt vissa åsikter "passande" strax före presidentvalet. Enligt det ursprungliga avtalet skulle arrendet ha varat till 1994, men Sovjetunionen upplöstes tre år tidigare, 1991.
President Paasikivi höll den 22 september 1955 ett radiotal där han konstaterade att han för första gången återvände hem från Moskva med nöjda känslor: "Pennan har rättat vad svärdet har brutit." Riksdagen ratificerade återlämningen av Porkala och förlängningen av VSB-avtalet den 4 oktober 1955. I slutet av oktober 1955 tillsatte regeringen en kommitté under ledning av professor Veli Merikoski för att utreda egendomsarrangemangen i samband med återlämningen av Porkala. Det första tåget utan täckta fönster passerade genom Porkala den 21 december 1955.
Befälhavaren för basen, generallöjtnant Sergej Kabanov, visade Porkala för Finlands statsminister Urho Kekkonen och hans följe den 24 januari 1956. Två dagar senare upplöste Kabanov basen och överlämnade den till finländarna. Överlämningsdokumentet undertecknades vid Sovjetunionens ambassad i Helsingfors den 26 januari av Finlands statsminister Kekkonen och utrikesminister Johannes Virolainen samt av Sovjetunionens vice premiärminister Michail Pervuchin och ambassadör Viktor Lebedev. Samma dag lyftes gränsbommen vid Esbovikens bro, och finländska soldater marscherade in i Porkala. Dagen därpå organiserade sovjetiska myndigheter en rundtur i Porkala för finländska och internationella medier. De invånare som hade tvingats lämna Porkala nästan 12 år tidigare kunde återvända till sina hemtrakter den 4 februari 1956.
Trots den överenskomna återlämningen sprängde sovjetiska styrkor flera militära anläggningar innan de lämnade området. Den stora kanontornet på Makilo sprängdes den 26 oktober 1955, och resterna av kanonerna transporterades som skrot till Tallinn för industrins råvarubehov. Från början hade Porkala varit en dyr, liten och logistiskt besvärlig bas för Sovjetunionen, och mot slutet av arrendetiden började området visa tecken på förfall. Disciplinproblem och sysslolöshet förekom.
Även om återlämningen av Porkala var av stor politisk och psykologisk betydelse för Finland, betraktades den i de västländer som var skeptiska till Sovjetunionen som enbart ett billigt propagandadrag från den sovjetiska ledningen. Porkala hade förlorat sin ursprungliga strategiska betydelse, samtidigt som Moskva vid den tiden höll de östeuropeiska folkdemokratierna i ett hårt grepp.

## Skador i området
Helsingin Sanomat skrev i slutet av augusti 1957 att drygt ett år efter återlämningen var endast en fjärdedel av de 12 000 hektar odlingsbar mark åter i bruk. Arbetet försvårades av behovet av dränering, röjning av ogräs och borttagning av taggtrådsbarriärer. Degerby kyrka var intakt men hade använts som bland annat allaktivitetshus, daghem och biograf. Dessutom hade det gyllene korset på klocktornet försvunnit.
Även kyrkogårdar hade skändats, och gravstenar hade förstörts. För dessa skador betalade Sovjetunionen dock en betydande ersättning, och skadorna åtgärdades, eftersom bilder av förstörelsen som spridits till västerländska tidningar hotade att delvis underminera den politiska vinningen av den tidigarelagda återlämningen. Frågan avfärdades slutligen officiellt som "enskilda berusade soldaters egna initiativ".
I Sjundeå blev bland annat Sjundby slott illa åtgånget, då det fungerade som de sovjetiska truppernas stab. Därutöver förstördes den finska nationalförfattaren Aleksis Kivis bostuga Fanjunkars fullständigt under Porkalas arrendetid. I Kyrkslätt hade Kyrkslätts medeltida kyrka fått fungera som sällskapslokal och inhyste bland annat en biograf. Kyrkan var i mycket dåligt skick vid återlämnandet, så 1957 planerades en omfattande reparation.

## Museum
Byarådet i Degerby driver ett museum om Porkalaområdet, Degerby Igor museum, i Rosenberg, det gamla kommunhuset.